# Alda de Siena
Alda de Siena, también conocida como Aldobrandesca, Aldo, Aude, Blanca y Bruna; (Siena,1249-ibidem, 1309) fue una santa, mística y enfermera italiana. Su festividad es el 26 de abril.
Cuando Alda era joven, sus padres arreglaron su matrimonio, a lo que ella consintió con reticencia; sin embargo, amó a su marido, que falleció joven y la dejó sin hijos. A esto, ella permaneció célibe y se dedicó a la oración, además de deshacerse de todas sus pertenencias. Se unió a los Humiliati, una orden italiana de mujeres que trabajaban con los pobres y los enfermos. También reformó a prostitutas y a «los caídos». Existen pruebas de que usaba un cilicio como penitencia por sus recuerdos eróticos sobre su marido, además de «penitencias corporales más extremas» para resistir la tentación.
En Siena, era muy venerada y se la veía como «una curiosidad popular del pueblo» debido a sus numerosos milagros, éxtasis y trances. Dentro de la Iglesia católica, se considera que es una santa por sus obras de caridad, no por sus trances, lo cual se demuestra en que supo perdonar a un grupo de personas que le causó un dolor intenso mientras estaba en un arrebato místico.
Hacia el final de su vida, se dedicó a atender a los pobres y enfermos en el hospital de Siena y se sometió a grandes mortificaciones. Realizó obras de caridad todos los días de su vida, hasta su muerte en 1309, y sanó a cuatro personas.